# جزیره داش‌لی آدا
جزیره داش‌لی آدا (انگلیسی: Dashli ada) یا کامن ایگناتیا (به روسی: Камень Игнатия) جزیره‌ای در دریای کاسپین است. این جزیره یکی از جزایر مجمع‌الجزایر باکو است که در خلیج باکو و ۷۴ کیلومتری جنوب شهر باکو واقع شده‌است. این جزیره منشأ آتشفشانی دارد و دارای آتشفشان گلی است.

## کشف
این جزیره در طول جنگ روسیه و ایران (۱۷۲۲–۱۷۲۳) کشف شد، این جزیره بر روی نقشه‌ای که روس‌ها ترسیم کردند، صخره سنت ایگناتیوس (به روسی: Камень Святого Игнатия) نام گرفت. این جزیره به نام ایگناتیوس انطاکیه نامگذاری شد، زیرا در روز جشن او کاوش شد.

## فوران‌های آتشفشانی
در ۴ ژوئیه ۲۰۲۱، ساعت ۲۱:۵۱، فوران آتشفشانی قوی ۸ دقیقه‌ای از آتشفشان گلی در جزیره ثبت شد. این آتش‌سوزی به صورت نور قرمز در آسمان سواحل جمهوری آذربایجان، از جمله از پایتخت این کشور باکو، که در ۷۴ کیلومتری شمال آن قرار دارد، دیده شد. شعله‌های آتش تا ارتفاع ۵۰۰ متری در هوا بلند شد. آخرین فوران آتشفشانی قبلی در این جزیره در سال ۱۹۴۵ و فوران قبلی در سال ۱۹۲۰ ثبت شده‌است.